# The witch
The Witch és una pel·lícula d'horror folk del 2015 escrita i dirigida per Robert Eggers en el seu debut com a director. És protagonitzada per Anya Taylor-Joy en el seu debut cinematogràfic, al costat de Ralph Ineson, Kate Dickie, Harvey Scrimshaw, Ellie Grainger i Lucas Dawson. Ambientada a la Nova Anglaterra de la dècada de 1630, la seva trama segueix una família puritana que es troba amb forces del mal als boscos més enllà de la seva granja.
Una coproducció internacional dels Estats Units i el Canadà, la pel·lícula es va estrenar al Festival de Cinema de Sundance el 27 de gener de 2015, i va ser àmpliament estrenada per A24 el 19 de febrer de 2016. Va ser un èxit tant per la crítica com en l'àmbit econòmic, amb una recaptació de 40 milions de dòlars contra un pressupost de 4, i és considerat per alguns com una de les millors pel·lícules de terror de la dècada. Ha estat subtitulada al català.

## Repartiment
- Anya Taylor-Joy com a Thomasin
- Ralph Ineson com a William
- Kate Dickie com a Katherine
- Harvey Scrimshaw com a Caleb
- Ellie Grainger com a Mercy
- Lucas Dawson com a Jonas